# شيكو ماركس
شيكو ماركس (بالإنجليزية: Chico Marx)‏ (22 مارس 1887 – 11 أكتوبر 1961) هو ممثل هزلي، وعازف بيانو، وقائد فرقة ‏، وممثل أفلام أمريكي، ولد في مانهاتن، وكان عضوًا في الإخوة ماركس، توفي في هوليوود، عن عمر يناهز 74 عاماً، بسبب مرض قلبي وعائي.

## وصلات خارجية
- شيكو ماركس على موقع IMDb (الإنجليزية)
- شيكو ماركس على موقع الموسوعة البريطانية (الإنجليزية)
- شيكو ماركس على موقع ألو سيني (الفرنسية)
- شيكو ماركس على موقع ميوزك برينز (الإنجليزية)
- شيكو ماركس على موقع تيرنر كلاسيك موفيز (الإنجليزية)
- شيكو ماركس على موقع أول موفي (الإنجليزية)
- شيكو ماركس على موقع قاعدة بيانات برودواي على الإنترنت (الإنجليزية)
- شيكو ماركس على موقع قاعدة بيانات برودواي على الإنترنت (الإنجليزية)
- شيكو ماركس على موقع قاعدة بيانات الأفلام السويدية (السويدية)
- شيكو ماركس على موقع إن إن دي بي (الإنجليزية)